# Чернохвостый попугай
Чернохвостый попугай (лат. Pyrrhura melanura) — птица семейства попугаевых.

## Внешний вид
Длина тела 24 см. Общая окраска тёмно-зелёная с чешуйчатым рисунком на затылке, горле и верхней части груди, из коричнево-зелёных перьев со светлыми пробелами. Темя и лоб коричневого цвета. На внешней стороне крыла имеется небольшая красная полоса из нескольких перьев. Хвостовые перья в верхней части зелёные, остальные чёрные, снизу коричневые.

## Распространение
Обитают в Бразилии, Колумбии, Эквадоре, Перу, и Венесуэле.

## Образ жизни
Населяют субтропические и влажные тропические леса.

## Размножение
В кладке от 2 до 4 яиц. Самка насиживает кладку около 4 недель, к 1,5 месяцам птенцы оперяются.

## Классификация
Вид включает в себя 5 подвидов:
- Pyrrhura melanura berlepschi Salvadori, 1891 — длина тела 24 см. Обитает на востоке Перу.
- Pyrrhura melanura chapmani Bond & Meyer de Schauensee, 1940 — длина тела 26 см. Обитает на юге Колумбии.
- Pyrrhura melanura melanura (Spix, 1824) — длина тела 24 см. Обитает на северо-востоке Перу, северо-западе Бразилии, юге Венесуэлы и западе Колумбии.
- Pyrrhura melanura pacifica Chapman, 1915 — длина тела 23 см. Обитает на северо-востоке Эквадора и юго-востоке Колумбии.
- Pyrrhura melanura souancei (J. Verreaux, 1858) — длина тела 24 см. Обитает на востоке Колумбии, востоке Эквадора и севере Перу.

В зависимости от классификации количество подвидов может варьировать, и вид может включать до 6 подвидов, в том числе Pyrrhura melanura orcesi, которого Международный союз орнитологов рассматривает как отдельный вид.